# Василка Алексич
Василка Димитрова Алексич (на македонска литературна норма: Василка Димитрова Алексиќ) е химичка от Северна Македония, преподавателка в Скопския университет.

## Биография
Родена е на 30 ноември 1938 година в централномакедонския град Прилеп, тогава в Кралство Югославия. Учи в Прилеп и завършва средно образование завършва в Скопие. В 1956 година започва да учи и в 1961 година завършва като първенец първия випуск на група химия в Природо-математически факултет на Скопския университет. В 1974 година също там защитава докторска дисертация на тема „Изследвания в реда на N-субституирани тиоамиди – принос към изучаването на реактивоспособността на тиоамидната група“ под менторство на проф. д-р Мирослава Янчевска-Николовска.
След завършването си работи в Електрохимичния комбинат „Биляна“ в Скопие.
В 1963 година става асистент в Химическия институт при Природо-математическия факултет в Скопие. В 1975 година е избрана за доцент, в 1982 година – за извънреден професор, а в 1987 година за редовен професор.
Преподава химия и във Висшето технико-технологическо училище във Враня, Сърбия.
Пенсионира се в октомври 2001 година.
Научната ѝ работа е от областта на органичния синтез.